# Myrtha Steiner
Myrtha Steiner (* 11. März 1962 in Zug) ist eine Schweizer Künstlerin. Sie arbeitet mit Malerei, Zeichnung und Lithografie.

## Leben
Myrtha Steiner arbeitet mit Malerei, Zeichnung und Lithografie, ihre reduzierten, meist abstrakten Bilder werden in der Schweiz und international ausgestellt. Stilistisch gehören sie in die Tradition der gestischen Malerei.
1989 schloss sie an der Universität Zürich als Kunsthistorikerin lic. phil. I ab, bildete sich von 1984 bis 1989 in Kunst bei Jan Hubertus aus, studierte an der Accademia di Belle Arti di Brera in Mailand und machte ein Studium der Drucktechnik, insbesondere der Lithografie an der Ungarischen Akademie der Bildenden Künste in Budapest. 1991, 1995 und 1998 erhielt sie Werkbeiträge des Kantons Zug, 1994 das eidgenössische Regierungsstipendium. Myrtha Steiner lebt und arbeitet in Zürich. Neben der Kunst betätigt sie sich als Kuratorin, u. a. für die Hess Art Collection von Donald Hess und für die Stiftung für Kunst, Kultur und Geschichte (SKKG) von Bruno Stefanini.

## Schaffen

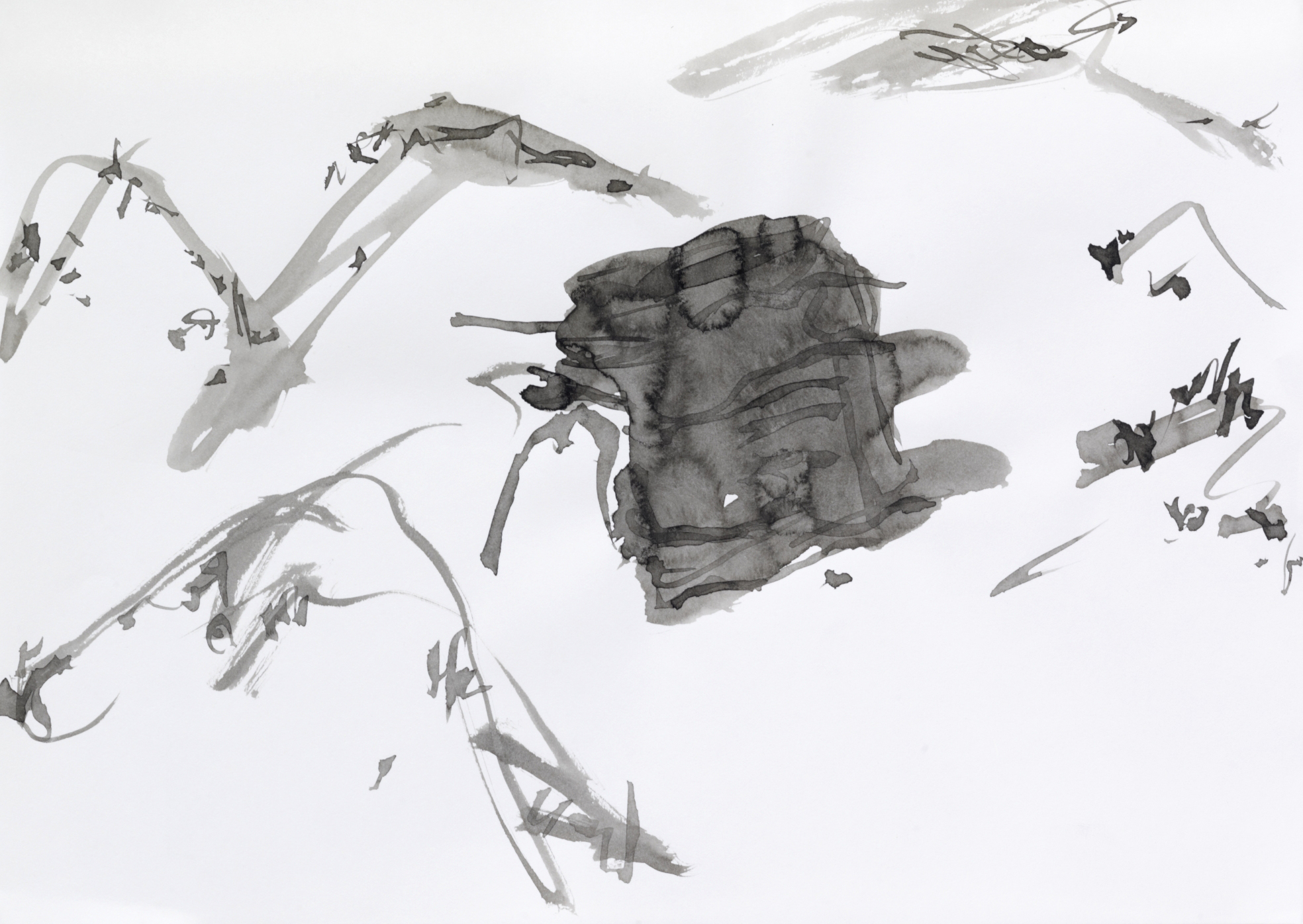
Myrtha Steiner: Colomé, 2009. Japantusche auf Papier, 21 × 30 cm. Ein zeichnerischer Abstraktionsprozess zur Natur rund um Colomé am Fuss der Anden in Argentinien.

Das zentrale Thema im Werk von Myrtha Steiner ist die Wahrnehmung von Natur. Dazu beobachtet und analysiert sie Landschaften vor Ort: in der Schweiz, in Ungarn, Ägypten, in der Mongolei, in Frankreich, Irland, Südafrika, Argentinien oder Singapur. Im Atelier entstanden aus den Skizzen und Notationen Bilder, oft als Serien. Die Künstlerin führt zudem ein Büro für Gestalterische Interventionen und ist Curator on demand.

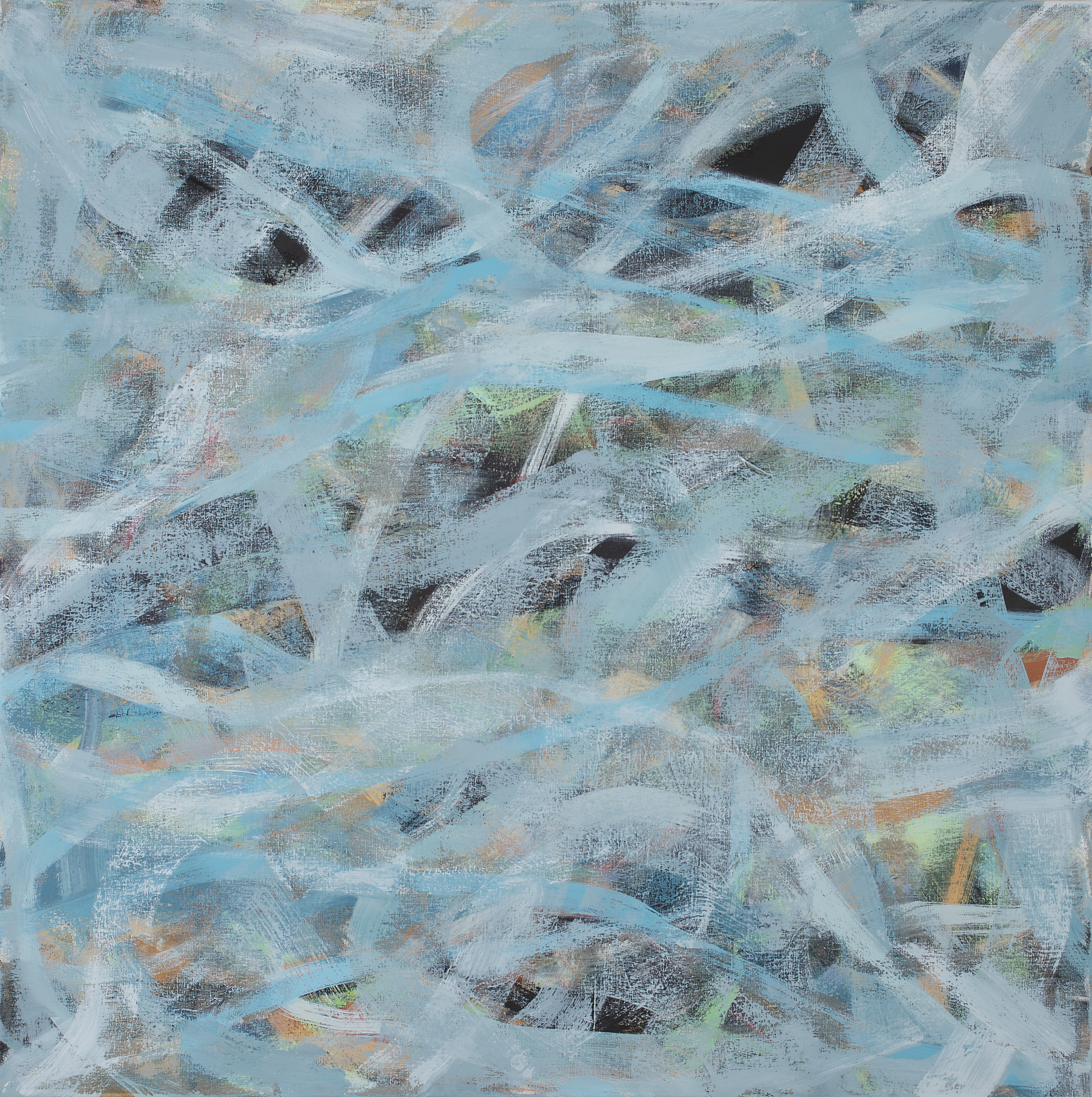
Myrtha Steiner: Himmel, 2020. Gouache und Acryl auf Leinwand, 140 × 140 cm. Ein Bild aus der Werkgruppe Himmel von 2016–2020, die sich mit dem Himmel über Zürich befasst.

## Ausstellungen

### Einzelausstellungen (Auswahl)
- 2022: Boxfish & Co., Museum Cerny, Bern
- 2020: Boxfish & Co., Weiss- und Schwarzkunst, Hochdorf
- 2015: Die Landschaft zum Freund machen, Galerie Renggli, Zug
- 2014: Mongolia, Dashboard, Kunsthalle Luzern
- 2013: Achill Island, Lokal14, Zürich
- 2011: Colomé, Argentinien, John Schmid Galerie, Basel
- 2008: Unter Wasser, Multiple, Progr, Bern
- 2005: Malerei aus Singapur, Haus Metropol, Zürich
- 2002: ockersandweiss–grünerdegrau, Galerie Billing, Baar (Katalog)
- 1996: Myrtha Steiner, Ungarische Akademie der Bildenden Künste, Budapest
- 1995: Europawanderung, Galerie BINZ39, Zürich (Katalog)
- 1994: Myrtha Steiner, Pro Helvetia, Budapest
- 1991: Myrtha Steiner, Galerie Golart, München

### Gruppenausstellungen (Auswahl)
- 2020: À l’eau, Z Tux Galerie, Tirol
- 2019: Ephemera, WhiteSpaceBlackBox, Neuchâtel (Katalog)
- 2017: leichtbekömmlich, Kunsthalle Luzern
- 2013: Swiss, Abstract, Galerie Römerapotheke, Zürich
- 2011: IX. Pleinair Werkschau, Koserow, Usedom
- 2010: Kunst aus Zug, Kunsthaus Zug
- 2008: Grün, Galerie Billing, Baar
- 2005: Illusory Loneliness – Illusory Landscapes, Makan, Pro Helvetia, Kairo
- 2001: 630 cm_Mail-Art, Kunstmuseum, Ostrava, Tschechien (Katalog)
- 1999: INTERSALON AJV 99, Kulturhaus Metropol, Budweis, Tschechien (Katalog)
- 1994: Kunsthalle Manege, St. Petersburg
- 1992: Zeichnung Dessin Disegno Drawing, Galerie Trudelhaus, Baden

## Publikationen
- 2020: Villa Lauried, Hg. Stelle für Kultur, Zug
- 2015: 20. Triennale Grenchen, Handdrucktechniken, Ausstellungskatalog
- 2015: OVRA Edition_06 MYRTHA STEINER, Hg. Ovra Archives, Bern
- 2005: Statements, Hg. Basis/Dokumentationsstelle, Kunstpanorama Luzern
- 2004: Povezave – connections 04, Ausstellungs-CD, Galerie DLUM, Maribor, Slowenien
- 2003: 630 cm² Mail-Art, Ausstellungskatalog, Kunstmuseum, Ostrava, Tschechien
- 1999: INTERSALON AJV 99, Ausstellungskatalog, Kulturhaus Metropol, Ceské Budejovice, Tschechien
- 1999: Der Kunstabwart, The Artkeeper, Nr. 2, April, Edition Howeg, Zürich
- 1998: Dokumentation der aktuellen Innerschweizer Kunst, Hg. GSMBA Luzern
- 1996: Myrtha Steiner. Europawanderung. Bilder aus Osteuropa, Hg. Urs Hobi, Myrtha Steiner, Zürich
- 1993: KünstlerInnen am Sihlquai 133, 1991–1992, Hg. Stiftung BINZ39, Ausstellungskatalog, Galerie BINZ39, Zürich
- 1992: Weg der Frau – Ein Dialog, Ausstellungskatalog, Altes Kunsthaus, Zug
- 1992: FRAZ, Nr. 42, Juni/Juli/August, Zürich

## Öffentliche Sammlungen
- Kunstsammlung Kanton Zürich
- Kunstsammlung der Stadt Zürich
- Kunstsammlung Kanton Zug
- Kunstsammlung der Stadt Zug
- Graphische Sammlungen der Schweizerischen Nationalbibliothek Bern
- Musée d'art et d'histoire Genève
- Museum für Gestaltung Zürich

## Werkbeiträge und Atelierstipendien
- 2020: Werkbeitrag des Vereins Casa nell’arte, Wädenswil
- 2013: Haverdal Residency, Schweden
- 2012: Heinrich Böll Cottage, Residency, Achill Island, Irland
- 2011: Artist in Residence, Stiftung Schoenthal, Langenbruck
- 2011: IX. Pleinair im Museum Otto Niemeyer-Holstein, Insel Usedom, Deutschland
- 2010: Werkbeitrag der STEO Stiftung
- 2001: Atelierstipendium von Matias Spescha, Peyriac de Mer, Frankreich
- 1998: Werkbeitrag des Kantons Zug
- 1995: Werkbeitrag des Kantons Zug
- 1994–1995: Regierungsstipendium (Schweiz-Ungarn)
- 1993: Artest-Stipendium, Bratislava
- 1991–1993: Künstlerstipendium der Stiftung BINZ39, Zürich
- 1991: Werkbeitrag des Kantons Zug[6][7]